# Lorenz Franz Biggen

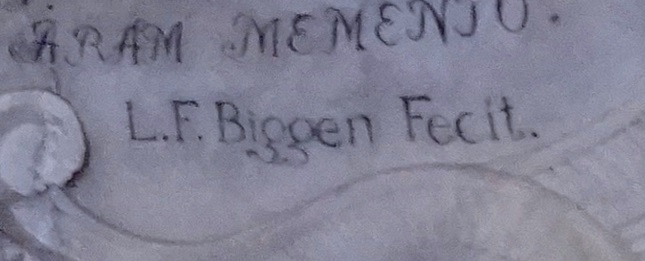
L. F. Biggen Fecit – „L(orenz) F(ranz) Biggen hat es gemacht“; Signatur am Grabmal Bernhard Goekens in der Stiftskirche Grauhof

Lorenz Franz Biggen, häufig auch Franz Lorenz Biggen, (geboren vor 1717; gestorben nach 1740) war ein Bildhauer des Barock, der zwischen 1717 und 1740 im Raum Goslar wirkte.

## Leben und Werke

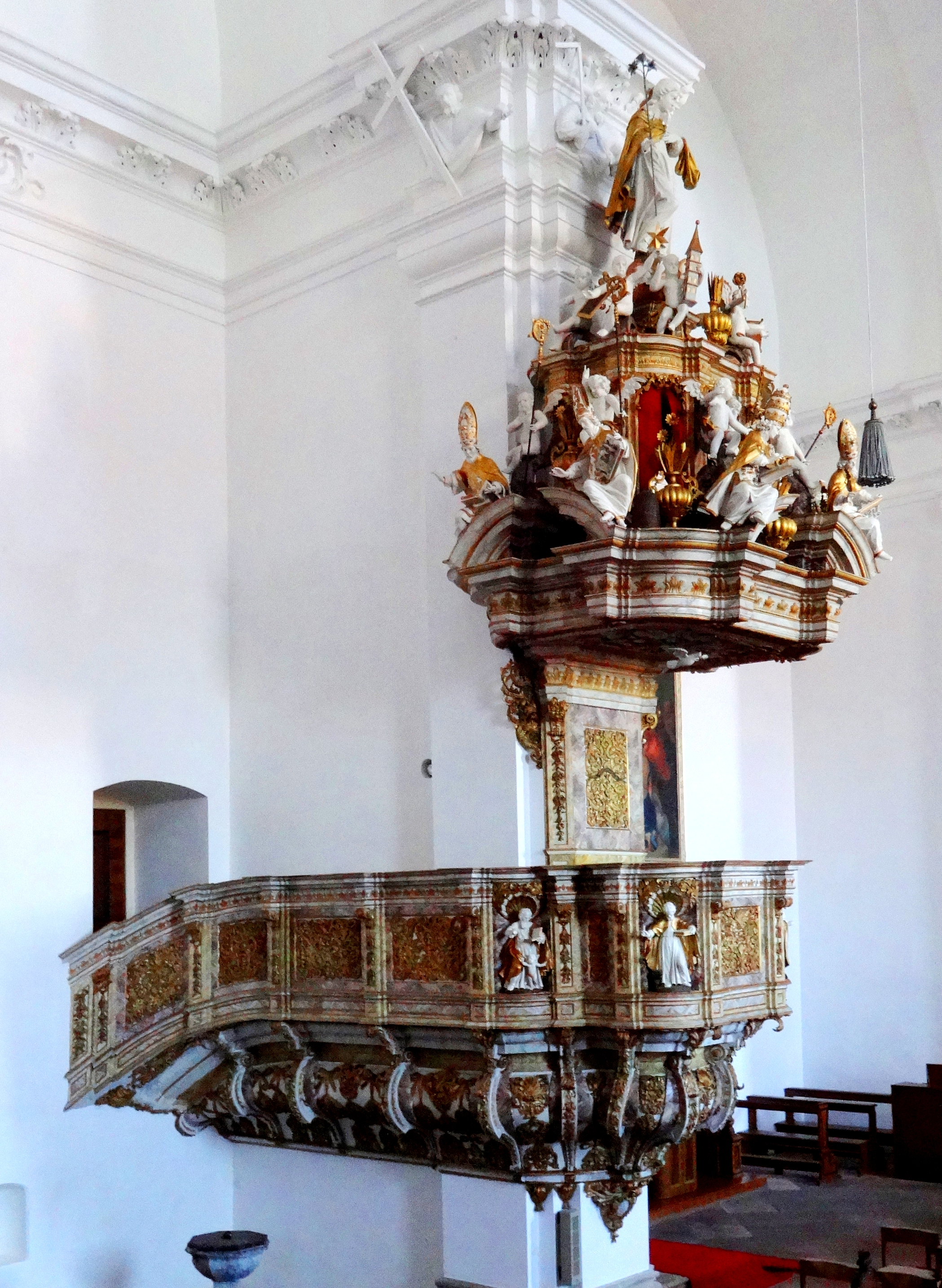
Kanzel der Stiftskirche Grauhof

Biggens Lebensdaten sind nicht bekannt. Als Herkunftsort wird Worbis genannt, möglicherweise war er aber auch Italiener und wurde vielleicht von Francesco Mitta für die Arbeiten an der neuen Stiftskirche St. Georg in Grauhof nach Norddeutschland geholt. Die hochbarocke Ausstattung dieser Kirche stammt, bis auf zwei Altäre aus dem Vorgängerbau und einige Gemälde, vollständig von Biggen, wobei der Anteil Mittas an den Konzeptionen und der Mitarbeiter Biggens an der Ausführung nicht abgrenzbar ist. Namentlich signiert hat er das Grabmal für den 1726 gestorbenen Stiftspropst und Bauherrn von Kirche und Kloster Grauhof Bernhard Goeken, datiert 1731. Als sein „prunkvolle[s] Meisterwerk“ gilt die figurenreiche Kanzel, die das Datum 1721 trägt. In den Büchern des Klosters erscheint Biggen von 1720 bis 1726 als statuarius noster – „unser Bildhauer“. 
Weitere Werke, die Biggen zugeschrieben werden, sind das Grabmal der Familie Fischbeck in der Marktkirche Goslar, die Kanzel der Klosterkirche Wöltingerode und die Nepomuk-Statue in Wiedelah.
Im Goslarer Ortsteil Ohlhof ist der Lorenz-Biggen-Weg nach ihm benannt.